# 0 A.D.
O.A.D.는 와일드파이어 게임스가 개발 중인 실시간 전략 비디오 게임이다. 기원전 500~ 기원전 1년 사이에 초점을 둔 역사적 전쟁, 경제 게임이다. 이 게임은 윈도우, macOS, 리눅스, FreeBSD, OpenBSD에서 플레이 가능한 크로스 플랫폼 게임이다. 게임 엔진 소스 코드의 경우 GNU GPLv2 이상 라이선스, 게임 아트와 음악의 경우 CC-BY-SA 라이선스로 된 온전히 자유 소프트웨어이자 자유 미디어로 구성되어 있다.

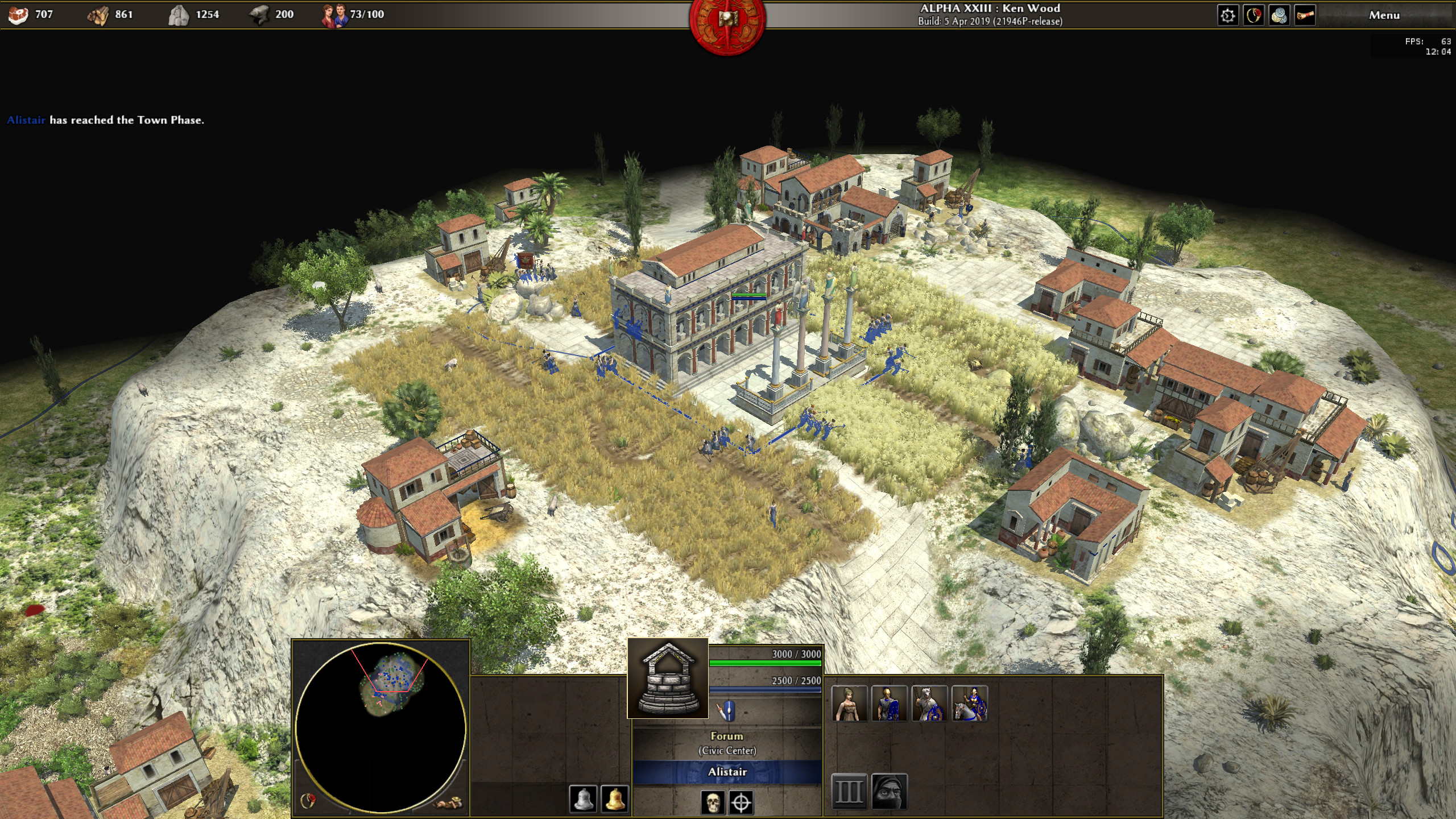
로마 타운
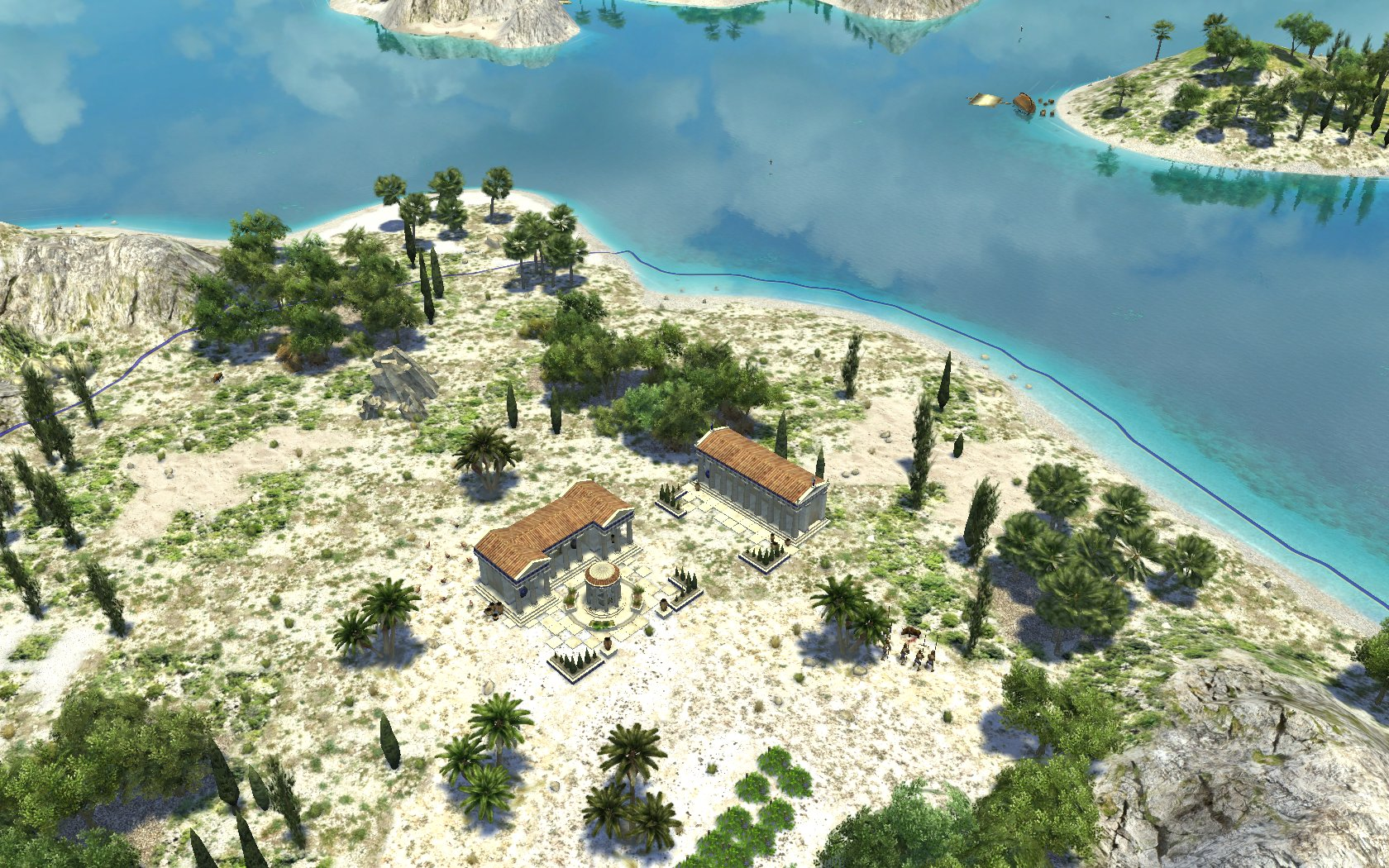
Cycladic Archipelago island 지도

## 같이 보기
- 자유-오픈 소스 소프트웨어 패키지 목록
- 0년